# Caspar Abel
Caspar Abel (Hindenburg, 14 de julio de 1676 - Westdorf, cerca de Aschersleben, 11 de enero de 1763) fue un teólogo, predicador, poeta e historiador alemán. Fue autor de obras históricas, satíricas y poéticas.

## Biografía
Su padre, Joachim Abel (1642-1710), fue ministro protestante. 
Estudió teología en la Universidad Martin Luther de Halle-Wittenberg. En 1696 se convirtió en profesor y más tarde en rector en Osterburg, y en 1698 entró como profesor en la Johannisschule (Escuela de San Juan) en Halberstadt, cargo que mantuvo durante más de veinte años. Después, siguió sus estudios en la Escuela de San Martín en Brunswick, y en la Universidad de Helmstedt (1696), donde intentaría formarse en Derecho, a lo que tuvo que renunciar por verse obligado a convertirse en pastor (1718) de la Iglesia de San Jorge, en Westdorf, cargo que habría de ocupar hasta su muerte en 1763. Llegaría a producir más de treinta y dos obras.
Su obra sobre la monarquía en el mundo antiguo, fue considerada esencial en el tema por Gottfried Leibniz en razón de los puntos de vista allí enunciados, lo cual lo decidiría a publicar una edición de la misma en latín, como lo exigía el rigor académico entonces, su "Historia monarchiarum Orbis antiqui", en 1718. 
De 1748 a 1764 tuvo por colaborador a Johann Gottfried Bürger (1706-1764), padre del poeta alemán Gottfried August Bürger.

## Obras
- Jubelfest des Brandenburgischen Unterthanen, 1700.
- Abbildung eines rechtschaffenen Predigers, 1710.
- Historia monarchiarum Orbis antiqui. Leipzig/Stendal, 1718.
- Die hülflose Sassine, 1735-36.
- Una traducción de la obra de Ovidio: Epistolae Heroidum oder Brieffe der Heldinnen. Leipzig, 1704.
- Preussische und Brandenburgische Staats-Historie.  Leipzig/Stendal 1710, 2 vols.
- "Preußische und Brandenburgische Reichs- und Staatsgeographie", 1711, 2 volúmenes, adiciones en 1747.
- Stifts-, Stadt- und Landchronik des jetzigen Fürstentums Halberstadt, (Cr{onica del Principado de Halberstadt), Bernburg, 1754. Para elaborar esta obra se basó en las "Crónicas de Halberstadt", escritas por el sacerdote Johann Winnigstedt (1500-1569).
- Drei plattdeutsche Satiren. (Tres sátiras en bajo alemán) Múnich, 1891.
- La traducción Auserlesene Satirische Gedichte, colección de poemas satíricos extraídos de traducciones de las sátiras de Boileau (1729-32) y de Horacio.  Quedlinburg, 1704, 1723.
- Teutsche und Sächsische Alterthümer.  (Antigüedades Teutónicas y Sajonas) Braunschweig, 1729-32, 3 vols.
- Hebräische Alterthümer, ("Antigüedades Hebraicas"), Abel, Kaspar, Leipzig, 1736.